# Долмерак
Долмерак (фр. Dolmayrac) насеље је и општина у југозападној Француској у региону Аквитанија, у департману Лот и Гарона која припада префектури Вилнев сир Лот.
По подацима из 2011. године у општини је живело 667 становника, а густина насељености је износила 34,38 становника/km². Општина се простире на површини од 19,4 km². Налази се на средњој надморској висини од 194 метара (максималној 219 m, а минималној 50 m).

## Демографија
| 1962. | 1968. | 1975. | 1982. | 1990. | 2011. |
| ----- | ----- | ----- | ----- | ----- | ----- |
| 471   | 487   | 530   | 567   | 550   | 667   |

График промене броја становника у току последњих година